# Levada

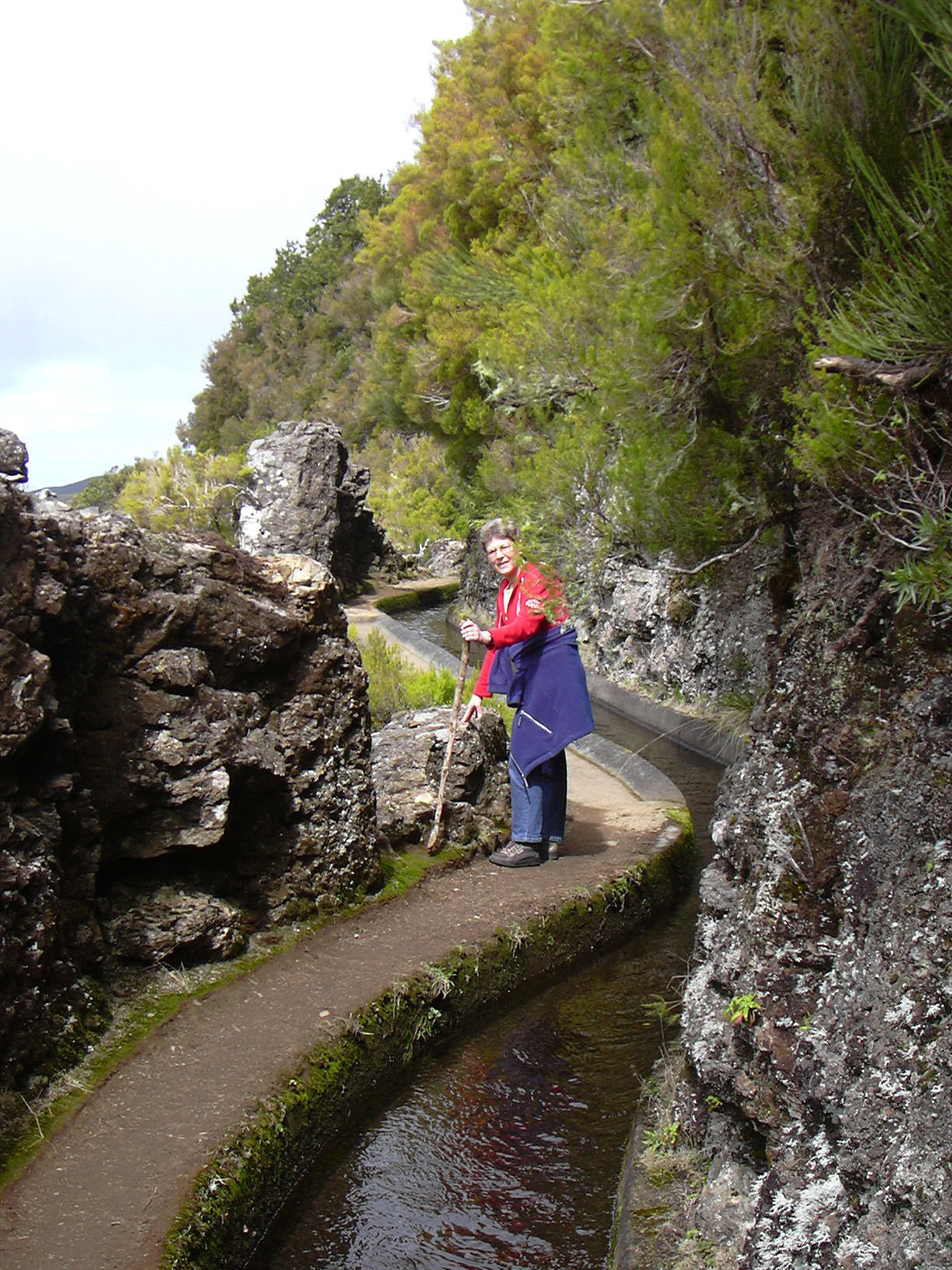
Percurso turístico

Levada é a designação dada a um tipo específico de canais de irrigação ou aquedutos encontrados na ilha da Madeira. Estes canais caracterizam-se por serem estreitos e pouco profundos. E na maior parte dos casos, escavados na rocha. As águas das levadas tem, na sua maioria, origem nos leitos das ribeiras ou em nascentes. O lugar do seu início é designado por madre da levada. Ao todo, na ilha, existem cerca de 800km de canais principais e 2300km de canais secundários.

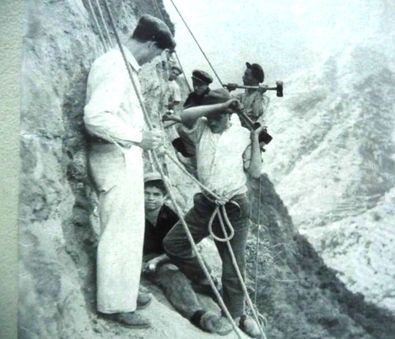
Construção das levadas

A presença destes canais na ilha remonta ao início do seu povoamento, estando fortemente associada à atividade agrícola. Atualmente, para além da agricultura, as levadas possuem um papel importante no abastecimento de água para uso doméstico, fontenários, moinhos, centrais hidro-elétricas, indústria e outros.
Embora tenham a sua maior expressão na ilha da Madeira, as levadas não existem exclusivamente neste arquipélago. Estando também presentes em Portugal Continental e outras ilhas pertencentes à Macaronésia.
Algumas levadas fazem-se acompanhar de um pequeno percurso pedestre originalmente utilizado para a sua manutenção. Hoje, estes percursos são bastantes populares entre os visitantes da ilha. Estando alguns inseridos na lista de percursos recomendados.

## História
A introdução das primeiras levadas na ilha da Madeira remonta aos inícios do seu povoamento no século XV. E foi motivada pela necessidade de transportar grandes volumes de água desde o leito das ribeiras até aos terrenos agrícolas mais afastados. Pois, apesar de abundante nas ribeiras, a água era escassa nestes terrenos. Devido à orografia acidentada e à constituição geológica da ilha, a construção das primeiras levadas foi uma tarefa árdua e complexa. Onde foi possível, realizou-se a escavação na rocha para a construção dos canais. E nos demais locais, foram empregados troncos de árvores, tanto para transpor os vales quanto para enfrentar terrenos de rocha mais dura, como o basalto.
Acredita-se que a introdução das levadas na ilha tenha sido levada a cabo pelos primeiros povoadores, oriundos da região de Entre Douro e Minho. Esta teoria tem por base na existência de alguns exemplares datados anteriormente à descoberta na ilha nessa região. Como é o exemplo da Levada do Piscaredo, datada do século XIII, em Mondim de Basto.
No século XV, as culturas predominantes na ilha foram os cereais. Pelo que, nesta época, as levadas foram essencialmente utilizadas para alimentar os moinhos.
Com a introdução da cana-de-açúcar na ilha, no século XVI, ocorre um impulsionamento no desenvolvimento das levadas.  Ao contrário dos cereais, esta cultura possui um consumo de água mais exigente. Além disso, as levadas foram essenciais para alimentar os engenhos.
Entre meados do século XVII e princípios do século XIX, e com o declínio do cultivo da cana resultante da concorrência das plantações no Brasil e Caraíbas, houve uma estagnação no desenvolvimento de novas levadas. O cultivo da cana-de-açúcar foi substituída pela vinha, uma cultura muito menos exigente e água. 
No século XIX, resultante de uma série de doenças que dizimou a população de vinhas na ilha, houve um ressurgimento no cultivo da cana-de-açúcar (focado na produção de mel-de-cana e aguardente) e com ele uma nova leva de desenvolvimentos de levadas.
Em meados do século XIX, as ribeiras do sul da ilha deixam de ter caudal suficiente para suprir as necessidades das levadas. E passa a ser necessária a captura de água das ribeiras do norte e o seu transporte para o sul da ilha. O desenvolvimento destas levadas é muito mais custoso devido à sua extensão e necessidade de construção de túneis. Por esta razão ocorre, pela primeira vez, a intervenção direta do estado na construção das mesmas. É de notar, que a construção das levadas foi iniciada por associações de regantes e que a intervenção estatal ocorreu apenas quando as mesmas perderam a capacidade de as terminar. As primeiras levadas deste tipo foram: a Levada velha do Rabaçal, a Levada Nova do Rabaçal e a Levada da Serra do Faial.
No século XX, com o surgimento da monocultura da bananeira na ilha, dá-se uma nova vaga de construções de levadas. Na sua maioria promovidas pela Comissão Administrativa dos Aproveitamentos Hidráulicos da Madeira, abastecendo água a centrais hidroelétricas e para a agricultura de regadio. Esta vaga de construções foi marcada por um episódio popular, a Revolta das Águas, na qual o estado pretendia desviar as águas da Levada dos Moinhos (uma levada pertencente à Comissão de Regantes da Levada do Moinho) para a Levada Nova (detida pelo Estado) e que resultou na morte de Sãozinha.
Em 2017, foi submetida uma candidatura à UNESCO para qualificar as Levadas da Madeira como Património da Humanidade.

## Percursos e Trilhos Turísticos

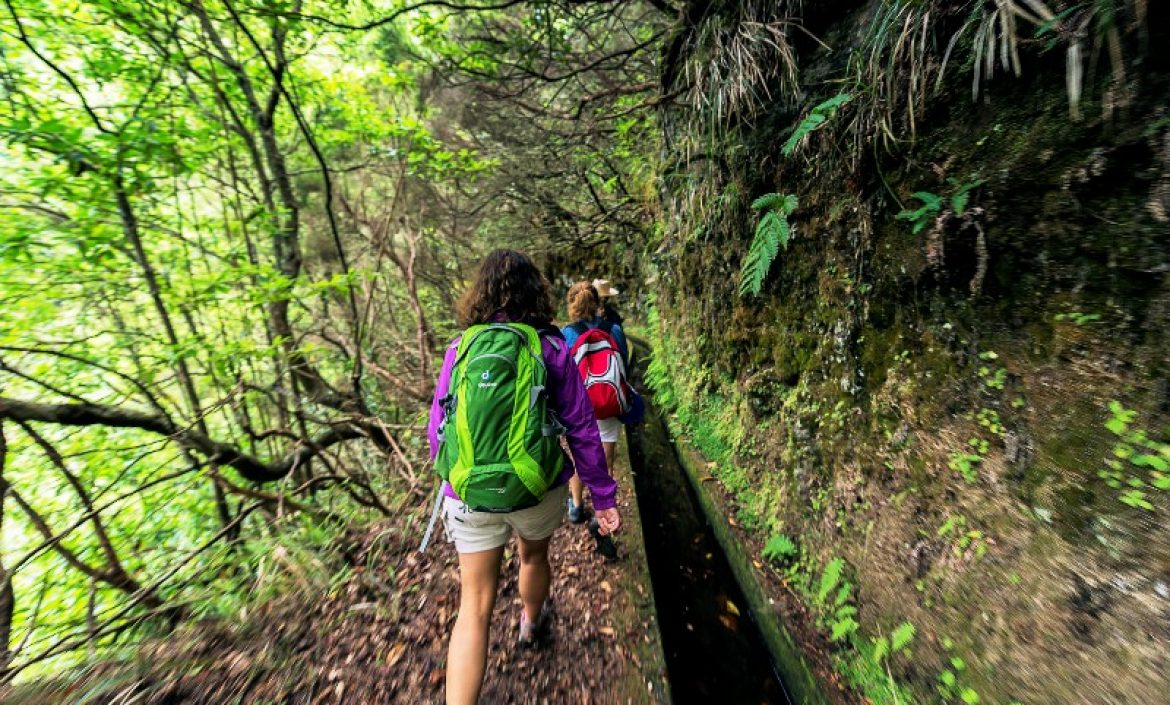
Percursos e Trilhos Turísticos

Percorrer as Levadas da ilha da Madeira e os seus trilhos é uma viagem cultural, paisagística e impressionante. Estes canais têm uma extensão superior a 3 000 km e são susceptíveis de ser percorridos a pé, sendo uma forma muito procurada de visitar os locais mais remotos e com as paisagens mais dramáticas da ilha, constitui uma relíquia botânica, visto que grande parte dos percursos encontra-se dentro dos limites do Parque Natural da Madeira.
Existem diversos tipos de levadas com diferentes níveis de dificuldade, grande parte das rotas estão identificadas. Antes de partir a procura da aventura, o caminhante deve se lembrar que se encontra quase sempre em ambiente de montanha e em alguns casos em alta montanha, o que acarreta riscos elevados em alguns locais devido a serem remotos e de altimetria elevada, o clima de alta montanha pode se tornar instável, como tal consulte sempre as autoridades locais antes de partir para a aventura, adapte os percursos a sua experiência e ao seu nível. Outros são de acesso fácil e perfeitos para simples passeios no meio da natureza e na floresta Laurissilva.

## Principais levadas da ilha da Madeira
| Levada da Achada do Alves              | Levada de Figueiras                  | Levada do Rei                                    |
| Levada da Achada Grande                | Levada de Marques Teixeira           | Levada do Seixal                                 |
| Levada da Água de Alto                 | Levada de Piornais                   | Levada do Techo                                  |
| Levada da Boaventura                   | Levada de São Martinho               | Levada dos Brasileiros                           |
| Levada da Cantinho                     | Levada de São Roque                  | Levada dos Cardais                               |
| Levada da Central da Ribeira da Janela | Levada de Soquinhos                  | Levada dos Cedros                                |
| Levada da Fajã                         | Levada do Baixo                      | Levada dos Curraleiros                           |
| Levada da Fajã do Amo                  | Levada do Baixo do Faial             | Levada dos Marinheiros                           |
| Levada da Fajã do Rodrigues            | Levada do Barreiro                   | Levada dos Moinhos                               |
| Levada da Fajã Nogueira                | Levada do Bom Sucesso                | Levada dos Tornos                                |
| Levada da Lagoa do Pico Redondo        | Levada do Boqueirão                  | Levada Grande                                    |
| Levada da Madalena                     | Levada do Caldeirão do Inferno       | Levada Negra                                     |
| Levada da Morena                       | Levada do Caldeirão Verde            | Levada Nova de Câmara de Lobos                   |
| Levada da Passada                      | Levada do Caniçal                    | Levada Nova de Santa Cruz                        |
| Levada da Ponta do Pargo               | Levada do Caniço                     | Levada Nova do Caniçal                           |
| Levada da Ponta do Sol                 | Levada do Castanheiro                | Levada Nova do Moinho da Serra                   |
| Levada da Portela                      | Levada do Castelejo                  | Levada Nova do Ponta do Sol II ou dos Zimbreiros |
| Levada da Rocha Vermelha               | Levada do Cedro Gordo                | Levada Nova do Rabaçal                           |
| Levada da Roda                         | Levada do Curral da Pedra            | Levada Seca                                      |
| Levada da Rouca                        | Levada do Furado                     | Levada Velha do Rabaçal                          |
| Levada da Serra da Alegria             | Levada do Juncal                     | Levada Velha I                                   |
| Levada da Serra do Faial               | Levada do Lombo                      | Levada Velha II                                  |
| Levada da Serra I                      | Levada do Lombo do Moiro ou da Serra | Levadinha João de Deus                           |
| Levada da Serra II                     | Levada do Lombo II                   | Levado do Curral e Castelejo                     |
| Levada da Serra III                    | Levada do Lombo III                  | Túnel da Alegria                                 |
| Levada da Serra ou do Cabral           | Levada do Meio                       | Túnel da Camisa                                  |
| Levada da Serra ou do Juncal           | Levada do Moinho                     | Túnel da Encumeada                               |
| Levada da Silveira                     | Levada do Norte                      | Túnel do Caldeirão Verde                         |
| Levada da Soca                         | Levada do Paul I                     | Túnel do Canal do Norte                          |
| Levada da Tabua                        | Levada do Paul II                    | Túnel do Curral das Freiras                      |
| Levada das Ginjas                      | Levada do Pico das Eirozes ou Gaula  | Túnel do Pico Grande                             |
| Levada das Rabaças                     | Levada do Pico do Arvoredo           | Túnel do Pico Ruivo                              |
| Levada das Travessas                   | Levada do Pico do Cardo              | Túnel dos Socorridos                             |
| Levada de Blandy                       | Levada do Pico do Curral             |                                                  |
| Levada de Cales                        | Levada do Pisão                      |                                                  |

## Galeria de imagens

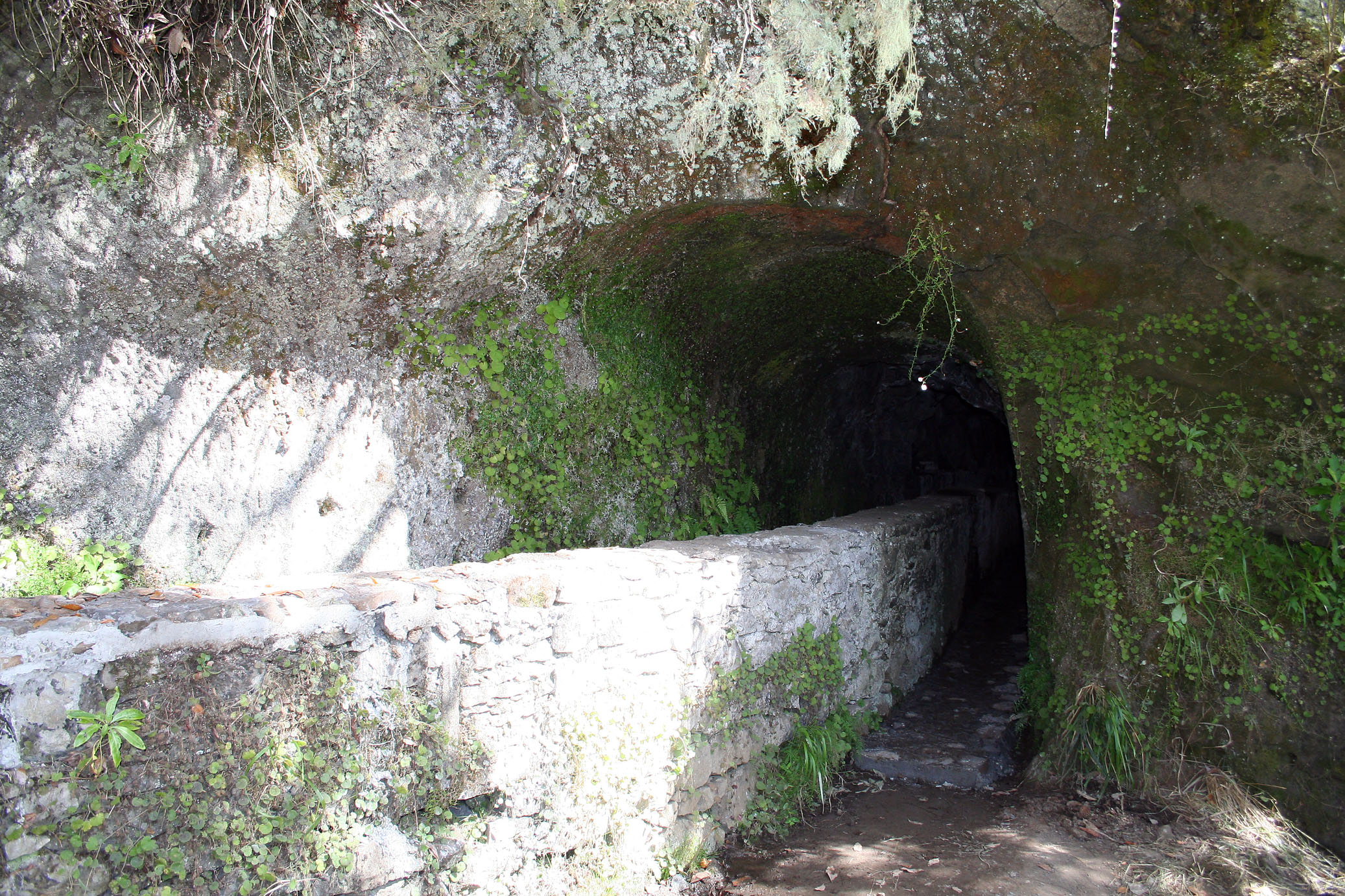
Túnel numa levada.
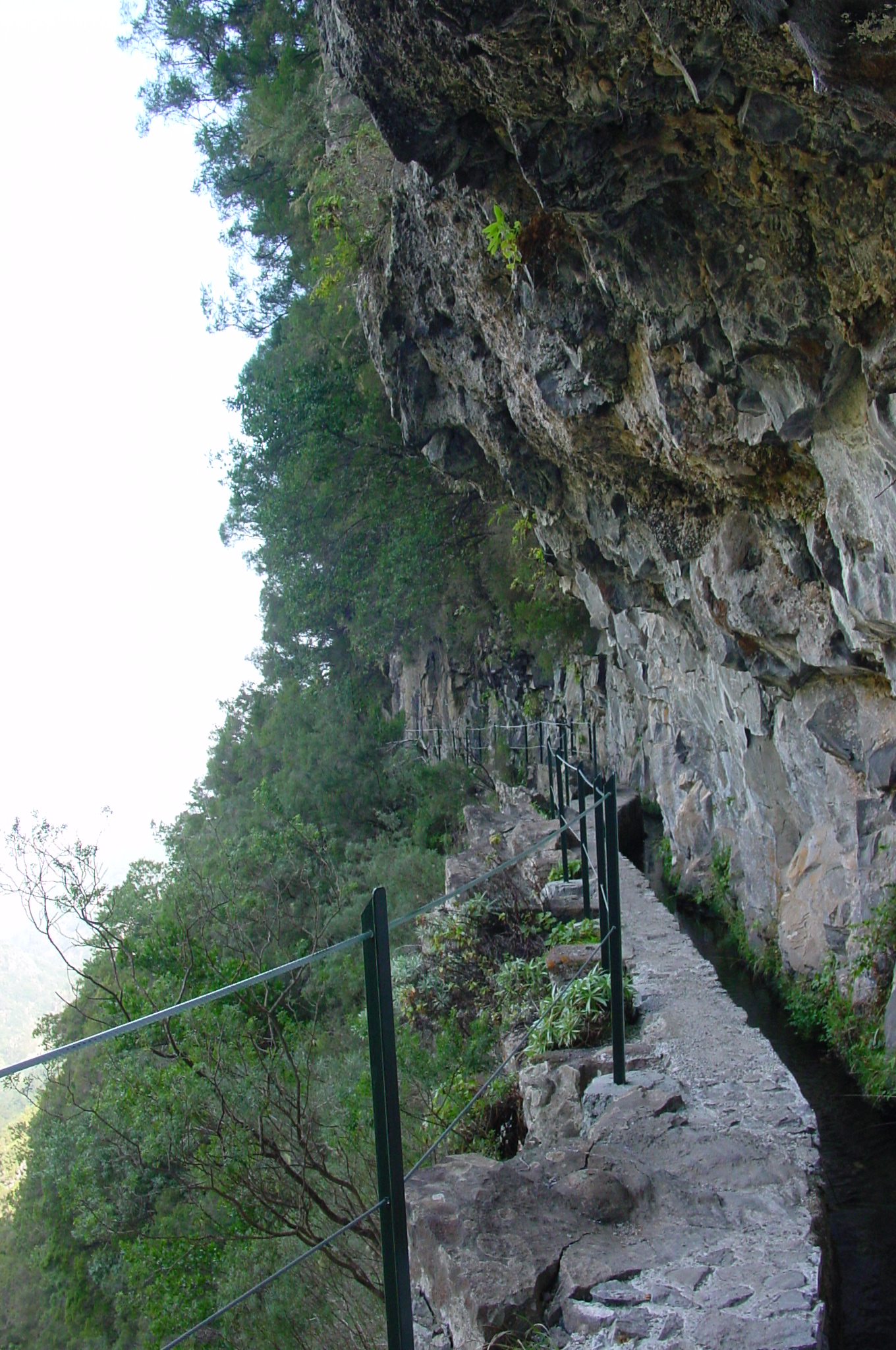
Levada do Caldeirão Verde.
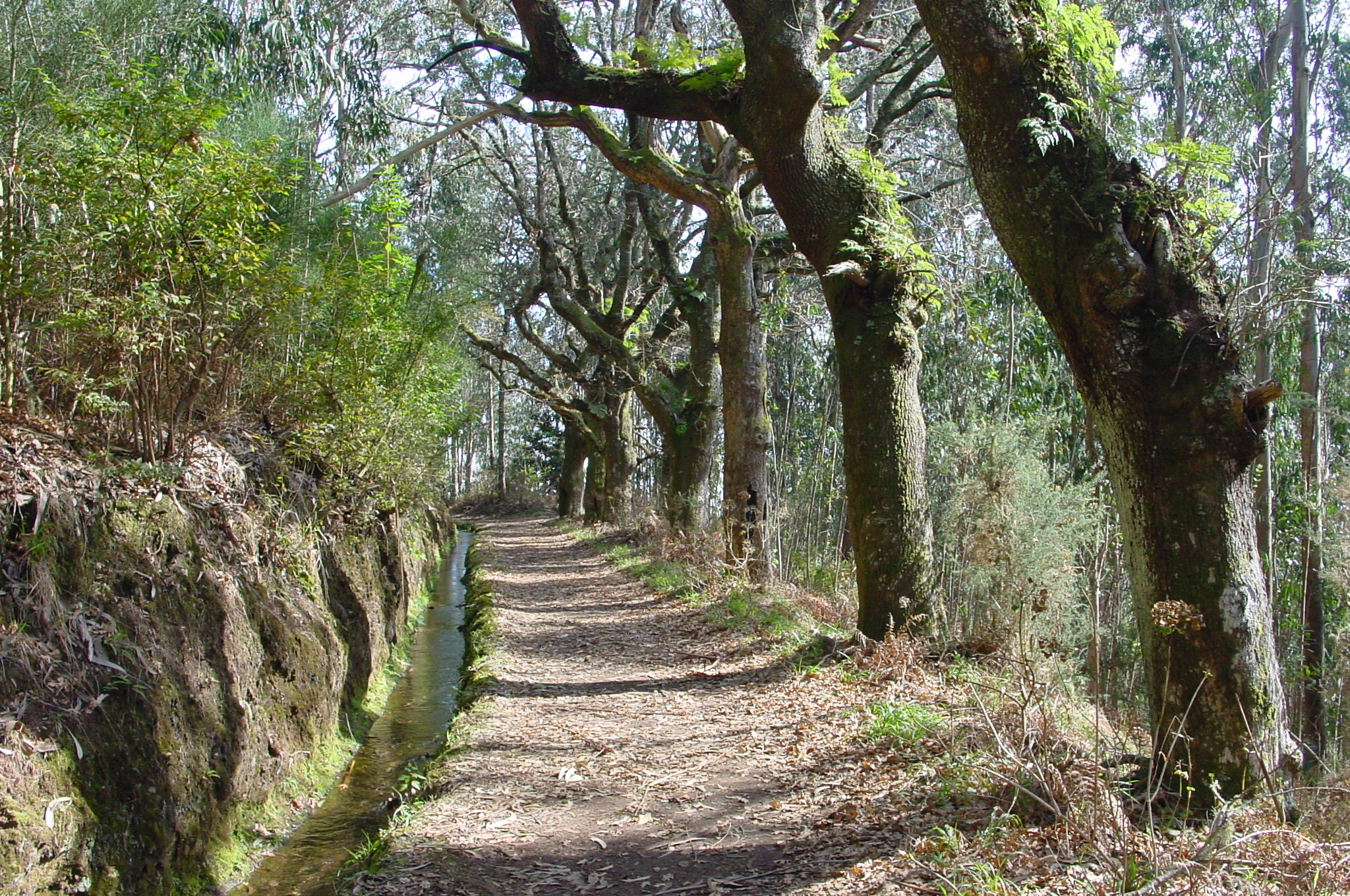
Levada da Serra do Faial.
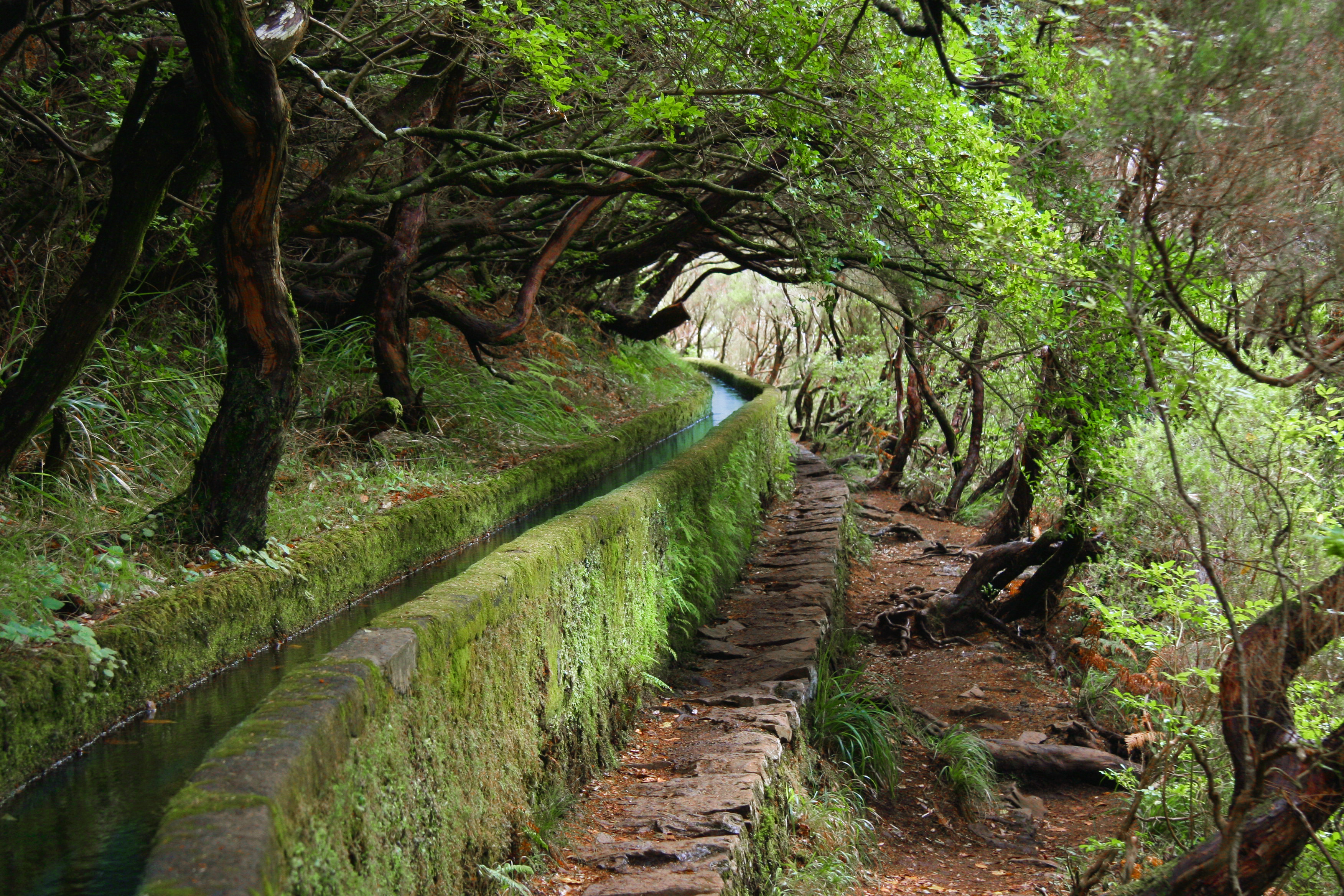
Levada das Vinte e Cinco Fontes.
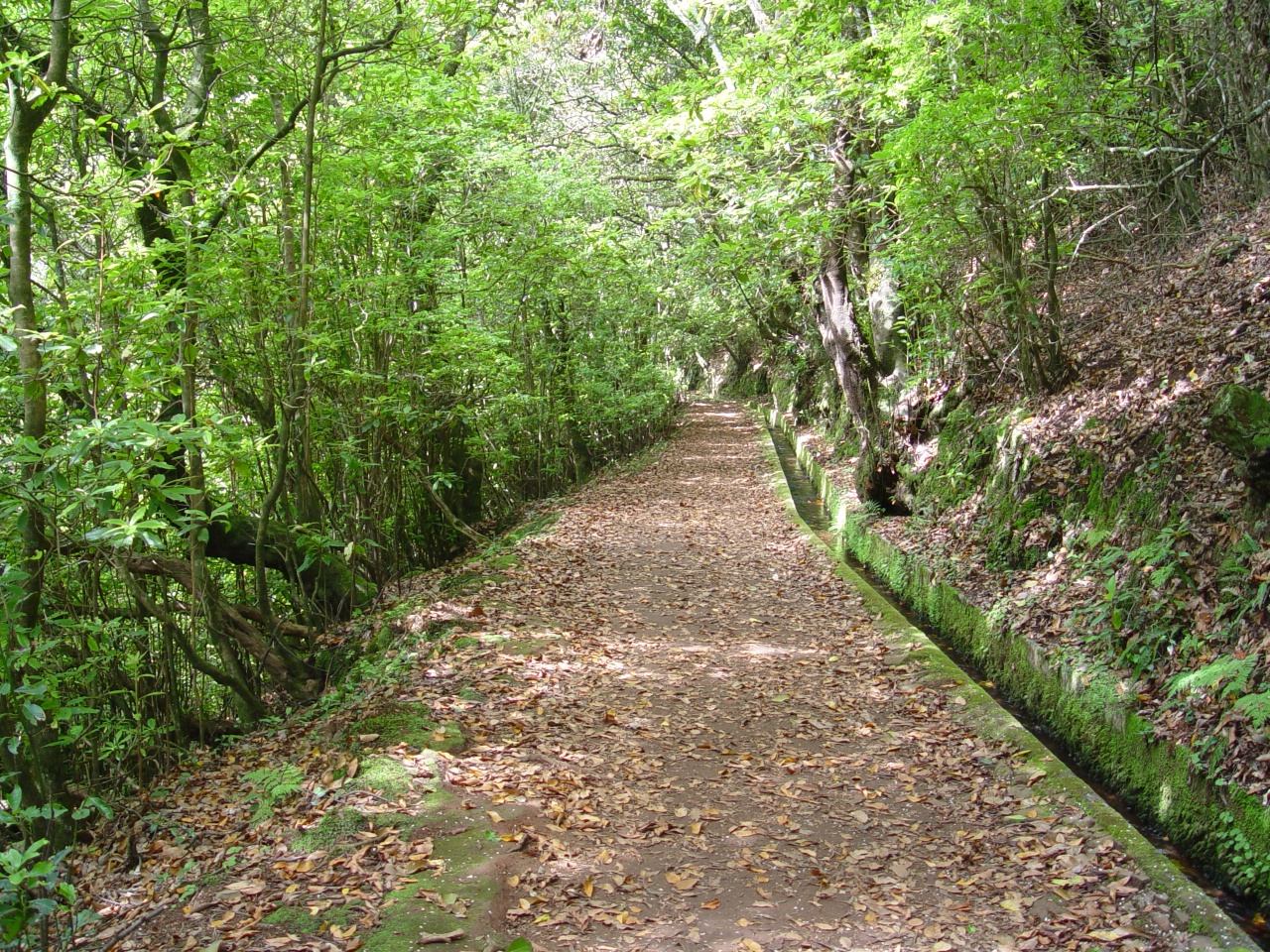
Levada do Furado.
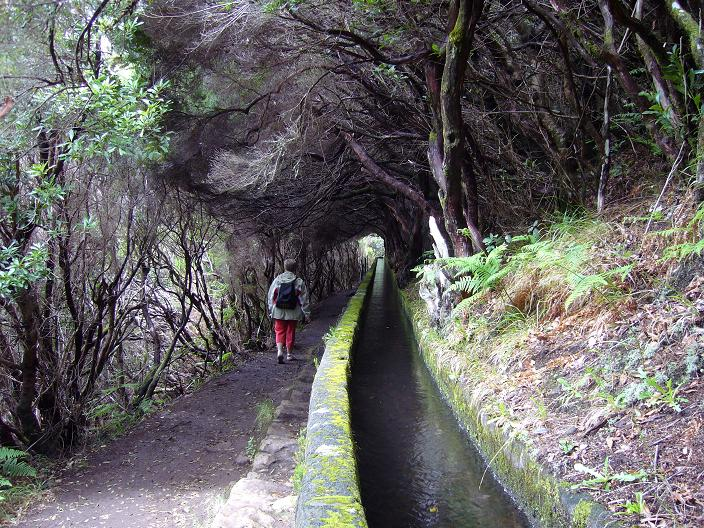
Levada das Vinte e Cinco Fontes.
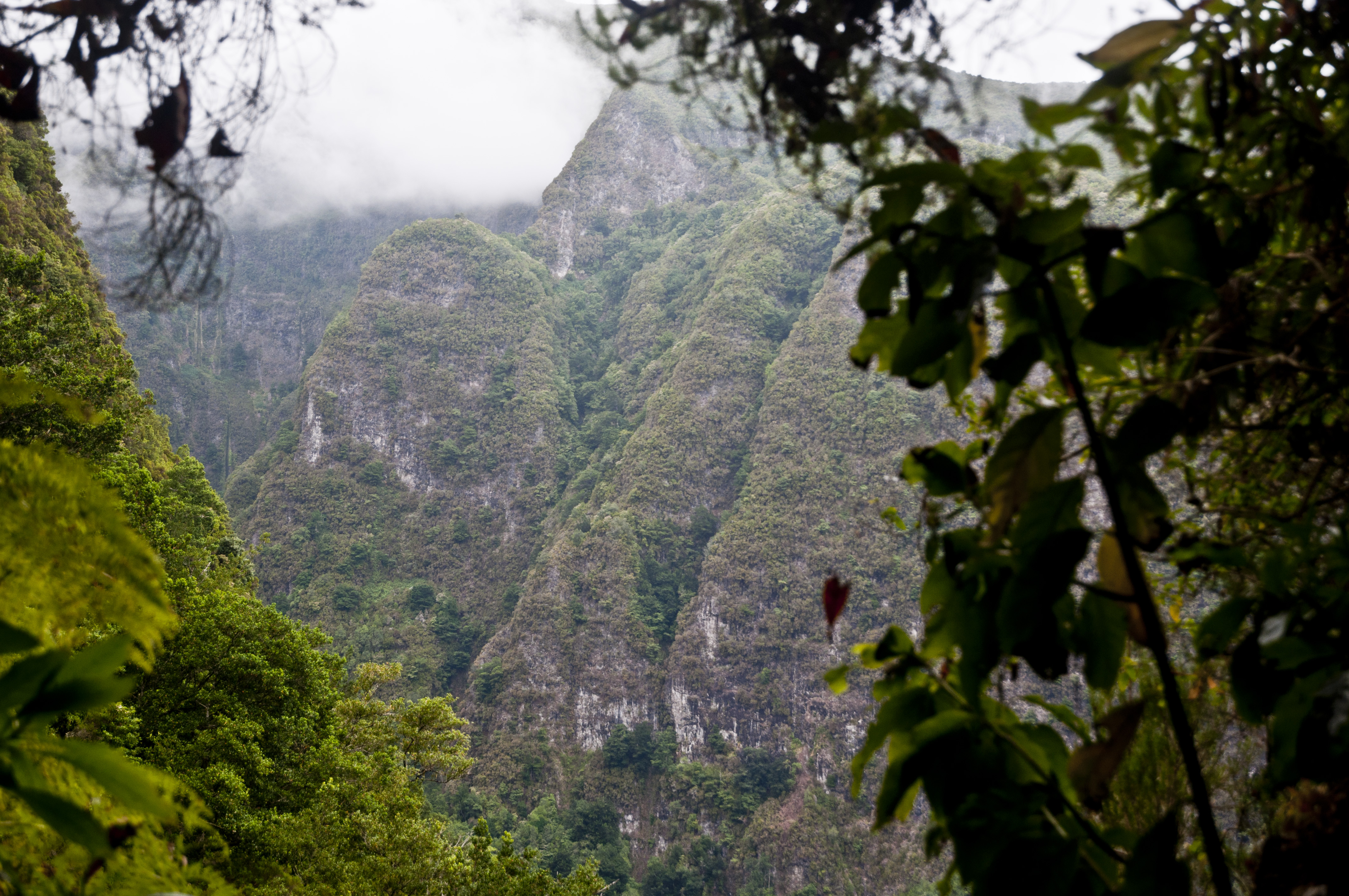
Levada do Caldeirão Verde
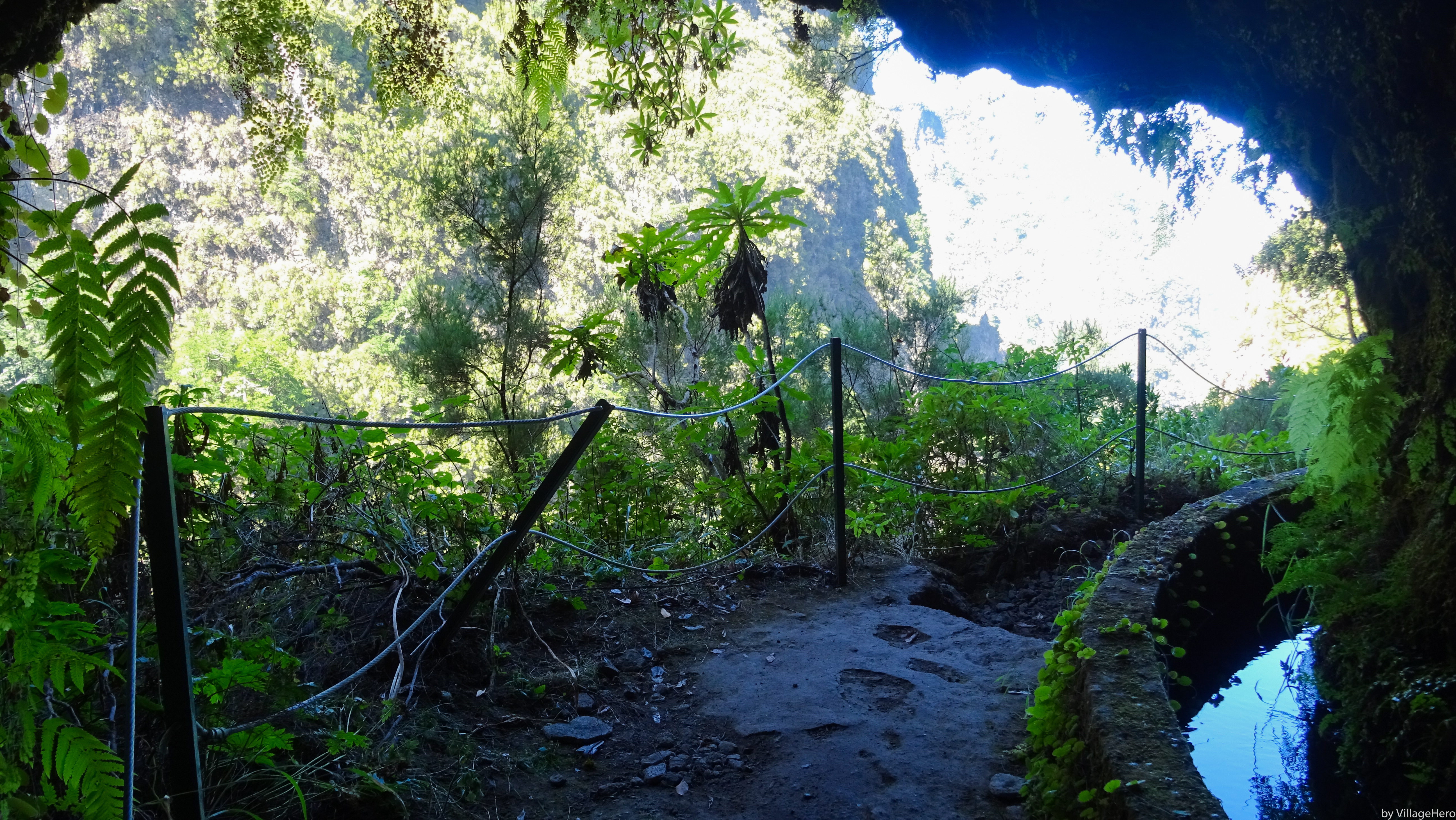
Levada do Caldeirão do Inferno
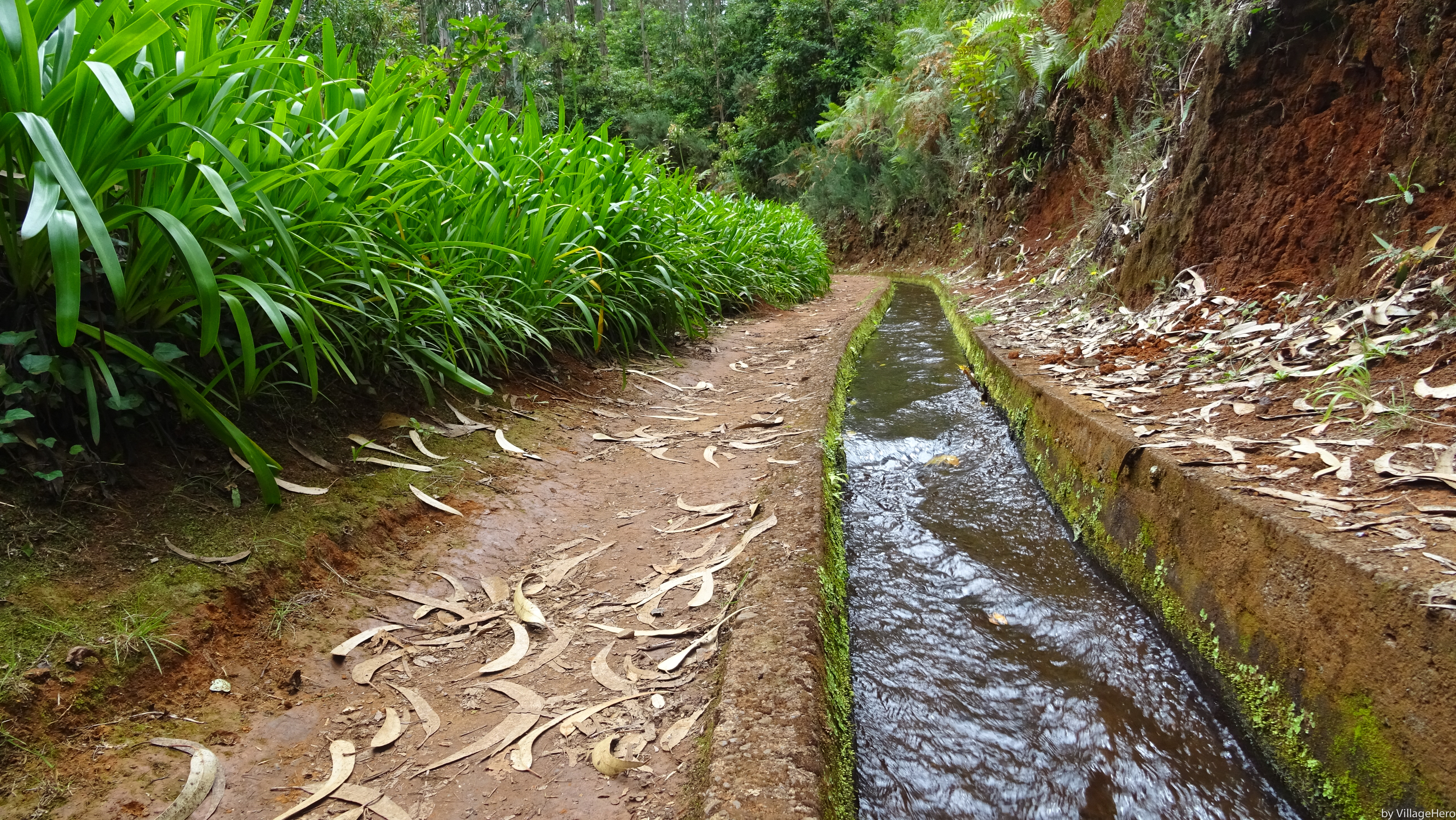
Levada do Rei
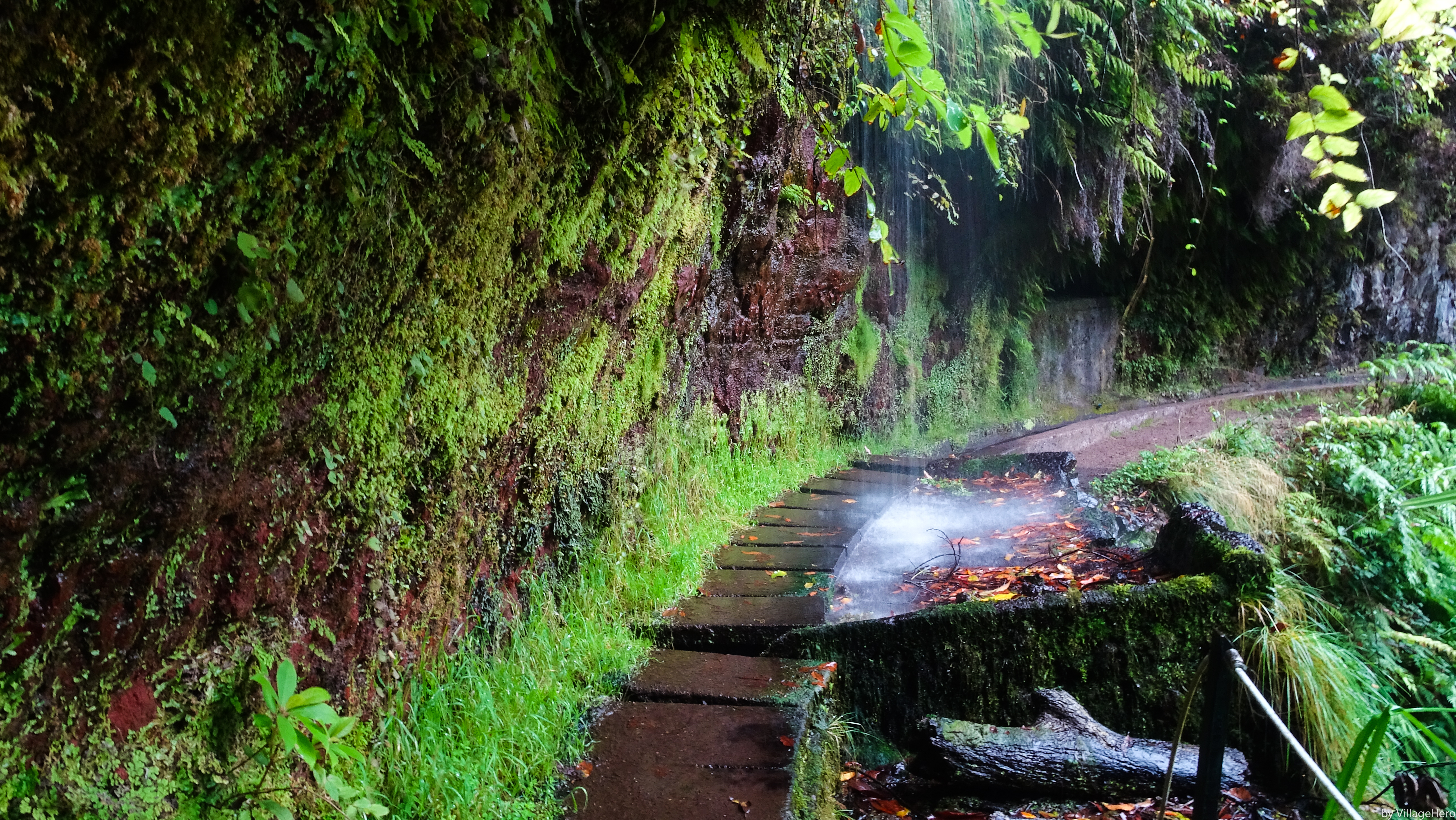
Levada do Rei
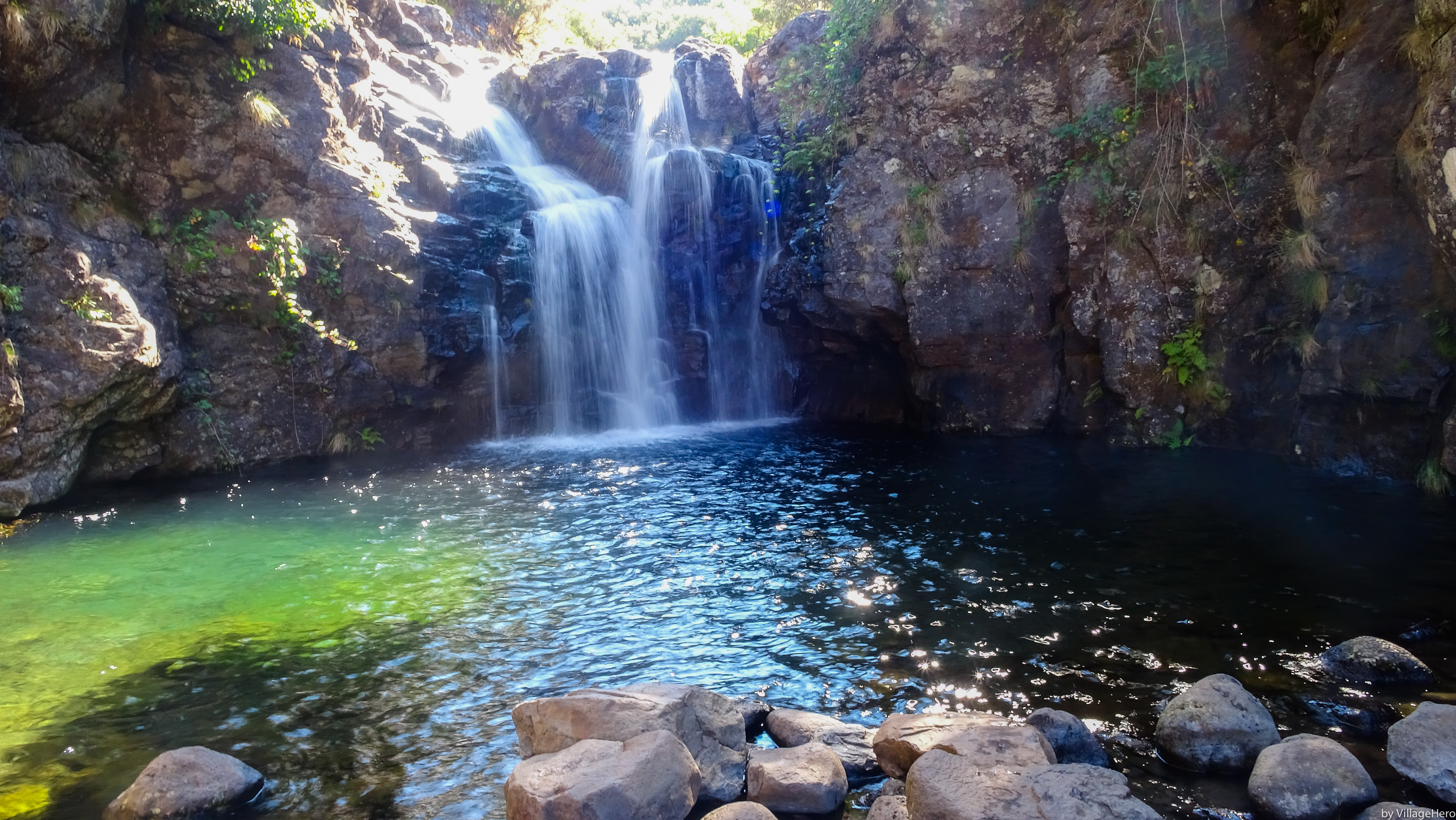
Levada do Alecrim
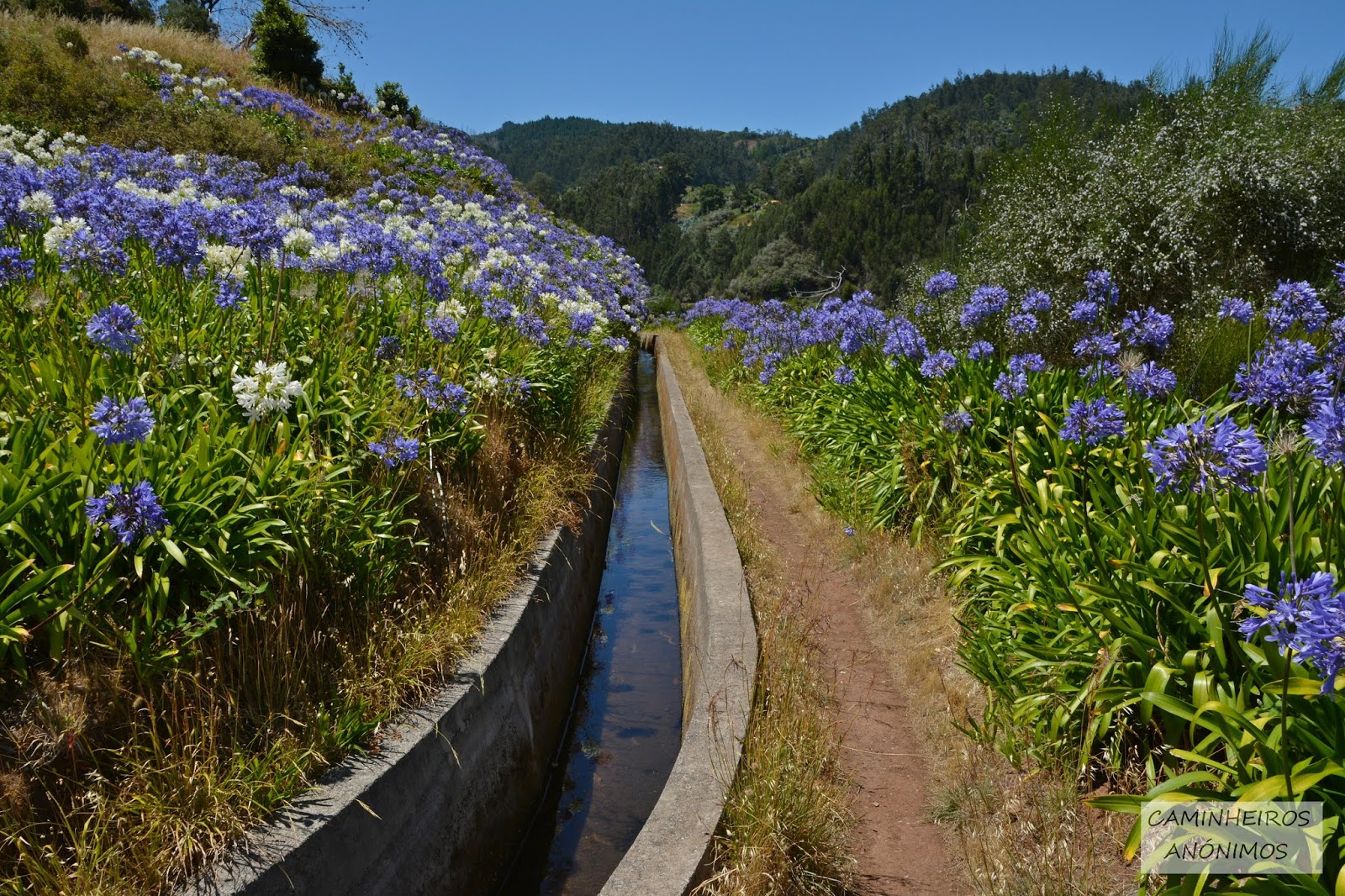
Levada dos Tornos